# Caletto I
Caletto I est un étalon bai, inscrit au stud-book du Holsteiner. Ce fils de Cor de la Bryère décroche une médaille de bronze par équipes aux Championnats d'Europe de saut d'obstacles 1983, monté par Michael Rüping. Il devient par la suite un reproducteur important pour le Holsteiner, père notamment de Calvaro Z.

## Histoire
Caletto I naît le 21 février 1975 à l'élevage de Klaus Martin Both, à Herzhorn en Allemagne de l'Ouest.
Il est approuvé à Neumünster en 1977, puis agréé par le stud-book du Holsteiner à Medingen l'année suivante, passant les tests avec succès. Il est monté en saut d'obstacles par Michael Rüping, atteignant le niveau de compétition international olympique.
Il meurt en 1999.

## Description
Caletto I est un étalon de robe baie, inscrit au stud-book du Holsteiner. Il mesure 1,75 m,. Cela en fait un étalon de grande taille. Il est réputé pour sa ligne de dessus typique d'un cheval de sport moderne. Son encolure est relativement lourde. Son garrot est bien sorti, son rein plutôt plat. Sa croupe est inclinée, avec une mauvaise répartition musculaire.

## Palmarès
1983 : Médaille de bronze par équipe au championnat d’Europe de saut d'obstacles à Hickstead

## Origines
Ce fils de Cor de la Bryère est génétiquement à moitié un Selle français. Sa mère est la jument Deka, par l'étalon Holsteiner Consul, lui-même fils d'un Pur-sang très fameux à son époque, Cottage Son. Sa lignée maternelle est la Hol730b.

## Descendance
Caletto I est notamment le père de Cambridge (lui-même père de Chambertin), de Calvaro Z, et de Roofs.
Visualiser la lignée de Caletto I sous forme de graphe